# 埃斯特鎮區 (明尼蘇達州波爾克縣)
埃斯特鎮區（英語：Esther Township）是位於美國明尼蘇達州波爾克縣的一個行政鎮區。

## 地方資料
埃斯特鎮區的面積為50.19平方千米，當中陸地面積為49.81平方千米，而水域面積為0.38平方千米。根據2020年美國人口普查的數據，當地共有人口148人，而人口密度為每平方千米2.95人。